# Sirotci z Brooklynu
Sirotci z Brooklynu je kniha, kterou napsal Jonathan Lethem v roce 1999. Je to detektivní příběh odehrávající se v Brooklynu. V roce 1999 získala National Book Critics Circle Award v kategorii fikce a v roce 2000 obdržela cenu Gold Dagger za nejlepší detektivku. Protagonista knihy trpí Tourettovým syndromem, chronickou poruchou, která se projevuje motorickými tiky.
V roce 2005 americký herec Edward Norton oznámil, že hodlá natočit filmovou adaptaci, která se bude odehrávat v 50. letech 20. století. Film vyšel v roce 2019.